# امضا

امضای ماهاتما گاندی، رهبر جنبش ملی هند علیه استعمار بریتانیا.

امضای آتاترک، بنیان‌گذار جمهوری ترکیه.

امضای آدولف هیتلر، پیشوای رایش سوم.

امضای یوهانس فرمیر، نقاش هلندی دورهٔ باروک.

امضای امپراتور میجی، ۱۲۲مین امپراتور ژاپن.

امضاء یا دستخط یک نمایش دست‌نویس از نام، لقب، یا حتی یک ضربدر ساده است و افراد روی اسناد می‌نویسند تا مدرکی باشد برای نیت فرد. نویسندهٔ امضا را امضاکننده می‌گویند.
لحظه‌ای که فرد قلم را روی کاغذ قرار می‌دهد، کاراکترهای نوشته‌شده هویت پنهان شخص را نمایان می‌سازند. دست‌نوشته به هر شکل و فرم (دستخط، امضا، ترسیم اشکال و خطوط، رسم علائم، ...) اثری فردی است که ویژگی‌های فیزیکی، روحی-روانی و هویت را نمایان می‌کند.
مردم ژاپن امضا دستی ندارند و به جای آن از مهرهای مخصوص استفاده می‌کنند.

## کاربرد و گونه‌های امضا
کاربرد سنتی امضا به عنوان مدرکی است برای مشخص کردن:
1. یافتگاه سند (همانی)
2. قصد (نیت) فرد با توجه به سند

برای مثال، نقش امضا در بسیاری از قراردادهای مشتریان، تنها وجود مدرکی از طرف قرارداد نیست، بلکه همچنین مدرکی است بر هماهنگی و رضایت آگاهانه.

## جنبه‌های حقوقی
امضا عبارت است از نوشتن نام یا نام خانوادگی (یا هر دوی نام و نام خانوادگی باهم) یا رسم علامت ویژه‌ای که نشانه هویت صاحب علامت است، در ذیل اوراق و اسناد عادی یا رسمی که متضمن وقوع معامله یا تعهد یا قرار یا شهادت و مانند آنها است یا بعداً باید روی آن اوراق تعهد یا معامله‌ای ثبت شود.
قانون مدنی تعریفی از امضا ارائه نکرده است. ماده ۱۳۰۱ قانون مذکور در مورد امضا مقرر می‌دارد: امضایی که در روی نوشته یا سندی باشد بر ضرر امضاکننده دلیل است؛ بنابراین، اثر مهم امضا متعهد شدن به تمام آثار جنبه‌های سند یا قراردادی است که امضا شده باشد. به‌طور کلی، نوشته منتسب به اشخاص در صورتی قابل استناد است که امضا شده باشد. امضا نشان تأیید اعلام‌های مندرج و پذیرش تعهدهای ناشی از آن است و پیش از آن نوشته را باید طرحی به حساب آورد که موضوع مطالعه و تدبر است و هنوز تصمیم نهایی دربارهٔ آن گرفته نشده است؛ بنابراین، هر سندی که امضا می‌شود در واقع اعتبار می‌یابد و می‌توان آن را به شخصی منتسب نمود و وی را به مندرجات آن ملتزم ساخت.

## حق نشر
مطابق قانون بریتانیا امضا ممکن است تحت قانون حق تکثیر حمایت شود.